# Lacul cu nuferi
Lacul cu nuferi este un film românesc din 1959 regizat de Ion Bostan.